# Schwartz-Menge
Bei Wahlen ist die Schwartz-Menge die Vereinigung aller minimalen undominierten Mengen. Eine minimale undominierte Menge ist eine nicht leere Menge S von Bewerbern, für welche gilt:
1. Jeder Bewerber innerhalb der Menge S ist paarweise ungeschlagen von jedem Bewerber außerhalb von S (d. h. eine undominierte Menge).
2. Keine nicht-leere echte Teilmenge von S erfüllt die erste Eigenschaft (d. h. minimal).

Eine Schwartz-Menge bietet eine Möglichkeit für ein optimales Wahlergebnis. Wahlverfahren, bei denen immer ein Bewerber aus der Schwartz-Menge gewinnt, erfüllen das Schwartz-Kriterium. Die Menge ist nach dem Politikwissenschaftler Thomas Schwartz benannt.

## Eigenschaften
- die Schwartz-Menge ist nie leer – es gibt immer eine minimale undominierte Menge.
- zwei unterschiedliche minimale undominierte Mengen sind disjunkt.
- wenn es einen Condorcet-Gewinner gibt, ist er das einzige Mitglied der Schwartz-Menge. Wenn die Schwartz-Menge nur einen Bewerber enthält, gibt es zumindest einen schwachen Condorcet-Gewinner.
- enthält eine minimale undominierte Menge nur einen Bewerber, ist er ein schwacher Condorcet-Gewinner. Enthält eine minimale undominierte Menge mehrere Bewerber, sind sie alle in einem Beatpath-Zyklus miteinander, ein Top-Zyklus.
- zwei Kandidaten aus verschiedenen minimalen undominierten Mengen schlagen sich nicht (unentschieden).

## Vergleich mit der Smith-Menge
Die Schwartz-Menge ist immer eine Teilmenge der Smith-Menge. Die Smith-Menge ist nur dann größer, wenn ein Bewerber in der Schwartz-Menge im paarweisen Vergleich unentschieden mit einem Bewerber außerhalb der Schwartz-Menge abschneidet. Ein Beispiel:
- 3 Wähler bevorzugen Bewerber A vor B vor C
- 1 Wähler bevorzugt Bewerber B vor C vor A
- 1 Wähler bevorzugt Bewerber C vor A vor B
- 1 Wähler bevorzugt Bewerber C vor B vor A

A schlägt B, B schlägt C und A ist unentschieden mit C im paarweisen Vergleich. A ist somit das einzige Mitglied der Schwartz-Menge, während alle Bewerber Element der Smith-Menge sind.

## Algorithmen
Die Schwartz-Menge kann mit dem Algorithmus von Floyd und Warshall der Komplexität {\displaystyle {\mathcal {O}}(n^{3})}, oder mit einer Version des Algorithmus von Kosaraju derselben Komplexität berechnet werden.

## Schwartz-Kriterium
Ein Wahlmodus erfüllt das Schwartz-Kriterium, sofern er immer ein Element der jeweiligen Schwartz-Menge auswählt. Dies ist beispielsweise für die Schulze-Methode gegeben.

## Referenzen
- Benjamin Ward: Majority Rule and Allocation. In: Journal of Conflict Resolution. Band 5, Nr. 4, 1961, S. 379–389, doi:10.1177/002200276100500405. In einer Analyse der seriellen Entscheidungsfindung basierend auf Mehrheitsregel, beschreibt den Smith Satz und Schwartz festgelegt, jedoch offenbar nicht zu erkennen, dass die Schwartzschen Menge mehrere Komponenten haben kann.
- Thomas Schwartz: On the Possibility of Rational Policy Evaluation. In: Theory and Decision. Band 1, 1970, S. 89–106, doi:10.1007/BF00132454. Führt den Begriff der Schwartz-Set am Ende des Papiers als eine mögliche Alternative zu Maxiaturisierung, in Anwesenheit von zyklischen Einstellungen als Standard rationale Wahl.
- Thomas Schwartz: Rationality and the Myth of the Maximum. In: Noûs. Band 6, Nr. 2. Noûs, Vol. 6, No. 2, 1972, S. 97–117, doi:10.2307/2216143, JSTOR:2216143. Gibt eine axiomatische Charakterisierung und Begründung der Schwartz-Set als möglich Standard für optimale, rational kollektiven Wahl.
- Rajat Deb: On Schwart's Rule. In: Journal of Economic Theory. Band 16, 1977, S. 103–110, doi:10.1016/0022-0531(77)90125-9. Beweist, dass Schwartz-Set die Menge der undominated Elemente der transitive Schluss der paarweisen Bevorzugung-Beziehung ist.
- Thomas Schwartz: The Logic of Collective Choice. Columbia University Press, New York 1986, ISBN 0-231-05896-9. Erläutert das Smith-Set (mit dem Namen GETCHA) und Schwartz-Set (mit dem Namen GOCHA) als Standards für optimale, rational kollektiven Wahl.

## Verweise
1. ↑  SSD and CSSD Condorcet (Memento des Originals vom 29. November 2014 im Internet Archive)  Info: Der Archivlink wurde automatisch eingesetzt und noch nicht geprüft. Bitte prüfe Original- und Archivlink gemäß Anleitung und entferne dann diesen Hinweis.

- Beispiel Algorithmen zur Berechnung von Schwartz-Set